# Alfred John Keene
Pour les articles homonymes, voir Keene.
Alfred John Keene (1864-1930) est un aquarelliste britannique qui travaillait à Derby.

## Biographie

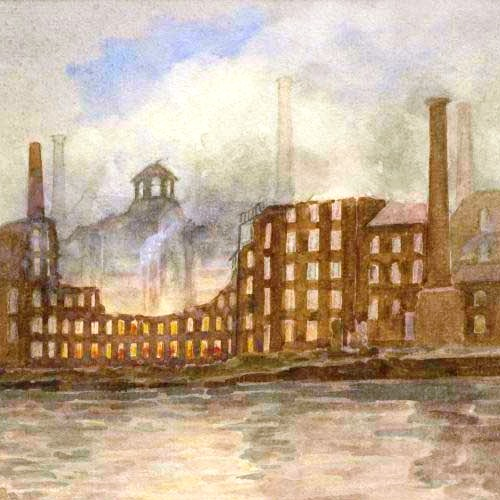
Fire at the Derby silk mill, 1910.

Keene est le quatrième fils du photographe Richard Keene, éditeur du Derby Telegraph, et le frère de l'aquarelliste William Caxton Keene et du photographe Charles Barrow Keene. Connu sous le nom de « Jack », Keene a étudié à la Derby Central School of Art de 1878 à 1895.
Après la mort de leur père, Keene fut chargé de gérer l'entreprise familiale avec son frère Charles. Alfred Keene fut l'un des membres fondateurs du Derby Sketching Club en 1887 avec F. Booty, William Swindell, George Thompson, Charles Terry et Frank Timms. Les membres du club se réunissent encore de nos jours. Les peintures de Keene ont été rassemblées par Alfred Goodey qui en a finalement acheté 77. Goodey a fait don de sa collection de peintures au musée de Derby en 1936.

## Sources
1. 1 2  (en) Sarah Allard et Nicola Rippon, Goodey's Derby, Derby, Derby Museum & Art Gallery, 2003 (ISBN 978-1-85983-379-7, LCCN 2005415396), p. 9–13
2. ↑  « History of Derby Sketching Club »(Archive.org • Wikiwix • Archive.is • Google • Que faire ?) (consulté le 20130318)

- (en) Brett Payne, « Derbyshire Photographers' Profiles: Richard Keene (1825-1894), Richard Keene Junior (1852-1899) and Charles Barrow Keene (1863-1937) of Derby & Burton-upon-Trent, Staffordshire », 2002-2007 (consulté le 2 février 2011)

- (en) Cet article est partiellement ou en totalité issu de l’article de Wikipédia en anglais intitulé « Alfred John Keene » (voir la liste des auteurs).